# Dél-Dakota megyéinek listája
Ez a lista Dél-Dakota állam megyéit sorolja fel.

## A lista
| Név                 | Főváros                 | Alapítása  | Névadó                              | Terület (km²) | Helyjelölő térkép |
| ------------------- | ----------------------- | ---------- | ----------------------------------- | ------------- | ----------------- |
| Aurora megye        | Plankinton              | 1879       | Aurora                              | 1845          |                   |
| Beadle megye        | Huron                   | 1879       | William Henry Harrison Beadle       | 3276          |                   |
| Bennett megye       | Martin                  | 1909       | Granville G. Bennett                | 3084          |                   |
| Bon Homme megye     | Tyndall                 | 1862-04-05 |                                     | 1506          |                   |
| Brookings megye     | Brookings               | 1871       | Wilmot Brookings                    | 2084          |                   |
| Brown megye         | Aberdeen                | 1881       | Alfred Brown                        | 4484          |                   |
| Brule megye         | Chamberlain             | 1879       | brulék                              | 2192          |                   |
| Buffalo megye       | Gann Valley             | 1873       | amerikai bölény                     | 1262          |                   |
| Butte megye         | Belle Fourche           | 1883       | tanúhegy                            | 5870          |                   |
| Campbell megye      | Mound City              | 1883       | Norman B. Campbell                  | 1998          |                   |
| Charles Mix megye   | Lake Andes              | 1862       | Charles Eli Mix                     | 2979          |                   |
| Clark megye         | Clark                   | 1873       | Newton Clark                        | 2507          |                   |
| Clay megye          | Vermillion              | 1862       | Henry Clay                          | 1079          |                   |
| Codington megye     | Watertown               | 1877       | George S. S. Codington              | 1857          |                   |
| Corson megye        | McIntosh                | 1909       | Dighton Corson                      | 6551          |                   |
| Custer megye        | Custer                  | 1875       | George Armstrong Custer             | 4038          |                   |
| Davison megye       | Mitchell                | 1874       |                                     | 1131          |                   |
| Day megye           | Webster                 | 1880       |                                     | 2826          |                   |
| Deuel megye         | Clear Lake              | 1862       |                                     | 1649          |                   |
| Dewey megye         | Timber Lake             | 1883       |                                     | 6334          |                   |
| Douglas megye       | Armour                  | 1873       | Stephen A. Douglas                  | 1124          |                   |
| Edmunds megye       | Ipswich                 | 1873       | Newton Edmunds                      | 2981          |                   |
| Fall River megye    | Hot Springs             | 1883       | Fall River                          | 4530          |                   |
| Faulk megye         | Faulkton                | 1873       | Andrew Jackson Faulk                | 2605          |                   |
| Grant megye         | Milbank                 | 1873       | Ulysses S. Grant                    | 1782          |                   |
| Gregory megye       | Burke                   | 1862       |                                     | 2728          |                   |
| Haakon megye        | Philip                  | 1914       | VII. Haakon norvég király           | 4732          |                   |
| Hamlin megye        | Hayti                   | 1873       | Hannibal Hamlin                     | 1393          |                   |
| Hand megye          | Miller                  | 1873       |                                     | 1440          |                   |
| Hanson megye        | Alexandria              | 1873       |                                     | 1128          |                   |
| Harding megye       | Buffalo                 | 1909       |                                     | 6935          |                   |
| Hughes megye        | Pierre                  | 1880       | Alexander Hughes                    | 2073          |                   |
| Hutchinson megye    | Olivet                  | 1871       |                                     | 2109          |                   |
| Hyde megye          | Highmore                | 1873       |                                     | 2244          |                   |
| Jackson megye       | Kadoka                  | 1914       | J.R. Jackson                        | 1871          |                   |
| Jerauld megye       | Wessington Springs      | 1883       |                                     | 1380          |                   |
| Jones megye         | Murdo                   | 1916       | George W. Jones                     | 2517          |                   |
| Kingsbury megye     | De Smet                 | 1873       | T. A. Kingsbury George W. Kingsbury | 2237          |                   |
| Lake megye          | Madison                 | 1873       |                                     | 1489          |                   |
| Lawrence megye      | Deadwood                | 1875       | John Lawrence                       | 2073          |                   |
| Lincoln megye       | Canton                  | 1862       | Abraham Lincoln                     | 1499          |                   |
| Lyman megye         | Kennebec                | 1873       |                                     | 4421          |                   |
| Marshall megye      | Britton                 | 1885       | Marshall Vincent                    | 2294          |                   |
| McCook megye        | Salem                   | 1873       | Edwin Stanton McCook                | 1495          |                   |
| McPherson megye     | Leola                   | 1873       | James B. McPherson                  | 2983          |                   |
| Meade megye         | Sturgis                 | 1889       | George G. Meade                     | 9020          |                   |
| Mellette megye      | White River             | 1909       | Arthur C. Mellette                  | 3392          |                   |
| Miner megye         | Howard                  | 1973 1873  |                                     | 1481          |                   |
| Minnehaha megye     | Sioux Falls             | 1862       |                                     | 2107          |                   |
| Moody megye         | Flandreau               | 1873       | Gideon C. Moody                     | 1350          |                   |
| Oglala Lakota megye | Hot Springs             | 1875-01    | oglala lakoták                      | 5430          |                   |
| Pennington megye    | Rapid City              | 1875       | John L. Pennington                  | 7211          |                   |
| Perkins megye       | Bison                   | 1909       |                                     | 7487          |                   |
| Potter megye        | Gettysburg              | 1875       |                                     | 2327          |                   |
| Roberts megye       | Sisseton                | 1883       |                                     | 2941          |                   |
| Sanborn megye       | Woonsocket              | 1883       |                                     | 1477          |                   |
| Spink megye         | Redfield                | 1873       |                                     | 3911          |                   |
| Stanley megye       | Fort Pierre             | 1873       | David S. Stanley                    | 3929          |                   |
| Sully megye         | Onida                   | 1909       | Alfred Sully                        | 2772          |                   |
| Todd megye          | No/unknown value Winner | 1909       | John Blair Smith Todd               | 3602          |                   |
| Tripp megye         | Winner                  | 1873       | Bartlett Tripp                      | 4189          |                   |
| Turner megye        | Parker                  | 1871       | John W. Turner                      | 1599          |                   |
| Union megye         | Elk Point               | 1862       | Amerikai Egyesült Államok           | 1210          |                   |
| Walworth megye      | Selby                   | 1873       | Walworth megye                      | 745           |                   |
| Yankton megye       | Yankton                 | 1862       | Yankton                             | 532           |                   |
| Ziebach megye       | Dupree                  | 1911       | Frank M. Ziebach                    | 1971          |                   |